# Къща музей „Гоце Делчев“
Къщата музей „Гоце Делчев“ (на македонска литературна норма: Спомен куќа на Гоце Делчев) е мемориален музей, посветен на водача на ВМОРО Гоце Делчев, разположен в град Битоля, Северна Македония.
Музеят се намира в къщата на члена на Битолския окръжен революционен комитет Михаил Ракиджиев, в която Делчев отсяда в 1901 година, когато отива на свиждане с Даме Груев, който по това време е в местния затвор.
През 1987 – 1988 година на сградата е направена пълна реконструкция и на 4 май 1988 г. по повод на 85-ата годишнина от убийството на Гоце, музейната експозиция отваря врати. Изложбата се състои от две зали с площ от 37 m2.
Представени са множество документи и фотографии, илюстриращи дейността на Битолския революционен окръг. Сред изложените предмети е револверът, подарен от Делчев на Ракиджиев, както и други оръжия от илинденския период.
През април 2015 година, къщата музей на Делчев е ограбена. Откраднати са редица оригинални експонати: пушки, саби и турски ятагани от илинденския период.